# Yiğitbaşı, Demirköy
Yiğitbaşı là một xã thuộc huyện Demirköy, tỉnh Kırklareli, Thổ Nhĩ Kỳ. Dân số thời điểm năm 2011 là 38 người.